# Липяги (Рязанская область)
Липяги — село в Милославском районе Рязанской области, административный центр Липяговского сельского поселения. 

## География
Расположено на берегу реки Сухая Табола в 33 км на северо-запад от райцентра посёлка Милославское.

## История
Время первоначального построения церкви с точностью неизвестно, но она уже упоминается в окладных книгах 1676 года, где при ней показано церковной пашни 10 четвертей в поле, сенных покосов на 100 копен. В приходе к той церкви в селе Липягах и деревне Дриски 100 дворов крестьянских, 13 дворов бобыльских и всего 115 дворов. В начале XVIII столетия в приходе произошло значительное сокращение, в 1734 года в нём показано только 25 дворов.
Вместо бывшей в селе деревянной Сергиевской церкви, сгоревшей 17 марта 1811 года, в 1812 году старанием и иждивением государственного крестьянина Маркиона Васильевича Грешнева начато построение каменной Успенской церкви, в которой приделы Сергиевский и Никольский освящены в 1822 году, а настоящая, отделанная внутри на средства прихожан, освящена была в 1848 году. Находящаяся в одной связи с церковью колокольня построена была в 1832 году.
В XIX — начале XX века село входило в состав Затворниковской волости Скопинского уезда Рязанской губернии. В 1906 году в селе было 294 двора.
С 1929 года село являлось центром Липяговского сельсовета Чернавского района Рязанского округа Московской области, с 1937 года — в составе Рязанской области, с 1959 года — в составе Милославского района, с 2005 года — центр Липяговского сельского поселения.

## Население
| 1859 | 1897  | 1906  | 2010 |
| ---- | ----- | ----- | ---- |
| 1076 | ↗1785 | ↗3093 | ↘266 |

Уроженцы села: 
лауреат Ленинской премии В. А. Сучков.
народный артист СССР Павел Массальский.

## Инфраструктура
В селе имеются Липяговская основная образовательная школа, фельдшерско-акушерский пункт, отделение связи.

## Достопримечательности
В селе расположена Церковь Успения Пресвятой Богородицы.